# Brian Olsen
Brian Olsen (* 27. Oktober 1983 in Bloomington) ist ein US-amerikanischer Biathlet.
Brian Olsen lebt in Bloomington und trainiert in Jericho. Er studierte an der University of Maine und widmet sich professionell seinem Sport, mit dem er 1996 begonnen hatte. Sein erstes internationales Rennen bestritt Olsen 2001 im Rahmen der Juniorenweltmeisterschaften in Chanty-Mansijsk und wurde dort 71. des Sprints. Zwei Jahre später lief er in Kościelisko schon in drei Rennen, bestes Resultat wurde Rang 58 im Einzel. Besonders erfolgreich wurde für Olsen die Juniorenweltmeisterschaften 2004 in der Haute-Maurienne. Im Einzel lief er auf den 44. Platz, im Sprint wurde er 14., 22. des Verfolgungsrennens und Zehnter mit der US-Staffel.
Seit der Saison 2004/05 läuft Olsen bei den Männern. Bei seinem ersten Biathlon-Europacup-Rennen zum Auftakt der Saison in Geilo wurde er beim Einzel 34. Zum Ende der Rennserie konnte Olsen in Gurnigel als Neunter eines Super-Sprints und als Fünfter eines Sprintrennens erstmals einstellige Resultate erzielen. Nach den guten Leistungen gab er in Ruhpolding auch sein Debüt im Biathlon-Weltcup. Mit Jeremy Teela, Lowell Bailey und Tim Burke wurde er 17. im Staffelwettbewerb. Es dauerte bis zur nächsten Saison, dass Olsen in Hochfilzen in Einzelrennen des Weltcups antreten konnte. In seinem ersten von zwei Sprintrennen wurde er 85. und belegte sein damit bis heute bestes Resultat. Zwischen dem ersten Staffeleinsatz und dem ersten Einzelrennen lagen die Saisonhöhepunkte des Jahres 2006 und die Aufnahme in den Nationalkader der USA. Bei den Olympischen Spielen von Turin war Olsen Ersatzmann und kam nicht zum Einsatz. Das einzige Großereignis außerhalb Nordamerikas wurde für ihn somit die Teilnahme an den Biathlon-Europameisterschaften 2006 in Langdorf. Im Sprint lief Olsen hier auf Platz 69, mit Kevin Patzoldt, Mark Johnson und Robert Rosser auf den 16. Staffelrang. Seine bislang letzten Rennen in Europa bestritt Olsen 2007.
Daneben tritt Olsen vermehrt in Rennen auf dem nordamerikanischen Kontinent an. Im Biathlon-NorAm-Cup erreichte er immer wieder gute Resultate, zuletzt einen zweiten Platz im Verfolgungsrennen in Itasca hinter Mark Johnson in der Saison 2008/09.

## Biathlon-Weltcup-Platzierungen
Die Tabelle zeigt alle Platzierungen (je nach Austragungsjahr einschließlich Olympische Spiele und Weltmeisterschaften).
- 1.–3. Platz: Anzahl der Podiumsplatzierungen
- Top 10: Anzahl der Platzierungen unter den ersten zehn (einschließlich Podium)
- Punkteränge: Anzahl der Platzierungen innerhalb der Punkteränge (einschließlich Podium und Top 10)
- Starts: Anzahl gelaufener Rennen in der jeweiligen Disziplin

| Platzierung                    | Einzel | Sprint | Verfolgung | Massenstart | Staffel | Gesamt |
| ------------------------------ | ------ | ------ | ---------- | ----------- | ------- | ------ |
| 1. Platz                       |        |        |            |             |         |        |
| 2. Platz                       |        |        |            |             |         |        |
| 3. Platz                       |        |        |            |             |         |        |
| Top 10                         |        |        |            |             |         |        |
| Punkteränge                    |        |        |            |             | 1       | 1      |
| Starts                         | 1      | 2      |            |             | 1       | 4      |
| Stand: nach der Saison 2008/09 |        |        |            |             |         |        |